# جورگ امریش
جورگ امریش (انگلیسی: Jörg Emmerich؛ زادهٔ ۹ مارس ۱۹۷۴) بازیکن فوتبال اهل آلمان است.
از باشگاه‌هایی که در آن بازی کرده‌است می‌توان به باشگاه فوتبال ارتسگبیرگ آئو، باشگاه فوتبال هالشر، باشگاه فوتبال کمنیتس، و باشگاه فوتبال قوت-وایس ارفورت اشاره کرد.